# Yuta Abe
Yuta Abe (安部 雄大, Abe Yuta) est un footballeur japonais né le 31 juillet 1974 à Yamaguchi. Il évoluait au poste de milieu de terrain.